# 1,6-二氯己烷
1,6-二氯己烷 是一种氯代烃，化学式 C6H12Cl2 。它具有正己烷的结构，在每个末端碳原子上均具有氯取代基。

## 制备
可以通过在碱，例如吡啶的存在下，使1,6-己二醇与氯化亚砜反应制备该化合物。 

## 性质
1,6-二氯己烷是无色的液体，在208°C时沸腾。 

## 反应
氯离子是好的离去基团，这就是为什么亲核试剂可以很容易地在这些位置进行取代反应的原因。
通过与氢氧化钾和甲酸钠反应，可以环化成氧杂环庚烷。 